# Accord de libre-échange entre le Cambodge et la Corée du Sud
L'accord de libre-échange entre le Cambodge et la Corée du Sud est un accord de libre-échange entre le Cambodge et la Corée du Sud dont les négociations se sont conclues le 3 février 2021, pour une signature espérée durant l'année 2021. L'accord inclut des baisses des droits de douane par rapport au Partenariat régional économique global et à l'accord de libre-échange la Corée du Sud et l'ASEAN, en supprimant 93,8 % des droits de douane pour les exportations coréennes et 95,6 % pour les exportations cambodgiennes.